# Dieter Reith
Dieter Reith (né le 25 février 1938 à Mayence et mort le 1er avril 2020 à Stuttgart) est un musicien et compositeur de jazz allemand.

## Biographie
Reith prend en 1945 des leçons de piano, de façon classique. En 1956, il joue du jazz dans le club "Katakombe" à Mayence. Après l'abitur en 1958, il fait des études de musique et de physique expérimentale ; il fait un stage dans le domaine de la technique du son. En 1961, il fait une audition comme pianiste pour le big band de la SWF dont il sera le pianiste de 1962 à 1971. De 1970 à 1973, il est organiste dans le groupe de Peter Herbolzheimer, RHYTHM COMBINATION & BRASS. De 1971 à 1973, il joue des claviers dans l'orchestre de Kurt Edelhagen. En 1972, il se fait connaître ainsi que Peter Herbolzheimer et Jerry van Rooyen pour avoir composé et arrangé la musique processionnelle des Jeux olympiques d'été de 1972 à Munich, jouée par l'orchestre de Kurt Edelhagen. En 1973, il s'installe à Stuttgart, il dirige le big band et l'orchestre de la SDR. Il est également arrangeur pour de nombreux projets de télévision, émissions de radio et des enregistrements sonores. En 1983, il dirige l'orchestre pour l'Allemagne au Concours Eurovision de la chanson.
En 1997, il est membre du comité de direction de la GEMA.
Dieter Reith a joué notamment avec : Stan Getz, Jean-Luc Ponty, Art Farmer, Frank Rosolino, Niels-Henning Ørsted Pedersen, Kenny Clarke, Philip Catherine, Benny Bailey, Slide Hampton, Maynard Ferguson, Toots Thielemans, Herb Geller...

## Source de la traduction
- (de) Cet article est partiellement ou en totalité issu de l’article de Wikipédia en allemand intitulé « Dieter Reith » (voir la liste des auteurs).